# Jules Migonney
Jules Migonney, né le 22 février 1876 à Bourg-en-Bresse et mort le 5 juillet 1929 à Paris,, est un peintre et graveur français.

## Biographie
Jules Migonney étudie à l'École nationale des beaux-arts de Lyon, puis il devient élève de Jean-Baptiste Poncet, passe chez Léon Bonnat à Paris et à l'atelier d'Eugène Carrière. Il obtient le prix Abd-el-Tif en 1909 et travaille avec notamment Léon Carré, Paul Jouve, Charles Dufresne et Léon Cauvy. Il est célèbre pour ses vues de Kabylie, ses études de Ghidzanes et Mauresques, il travaille plusieurs années en Algérie. De santé fragile, il se suicide le 5 juillet 1929 après avoir écrit  : « j'ai tout sacrifié à l'art, il me tue[réf. nécessaire] ».

## Œuvres

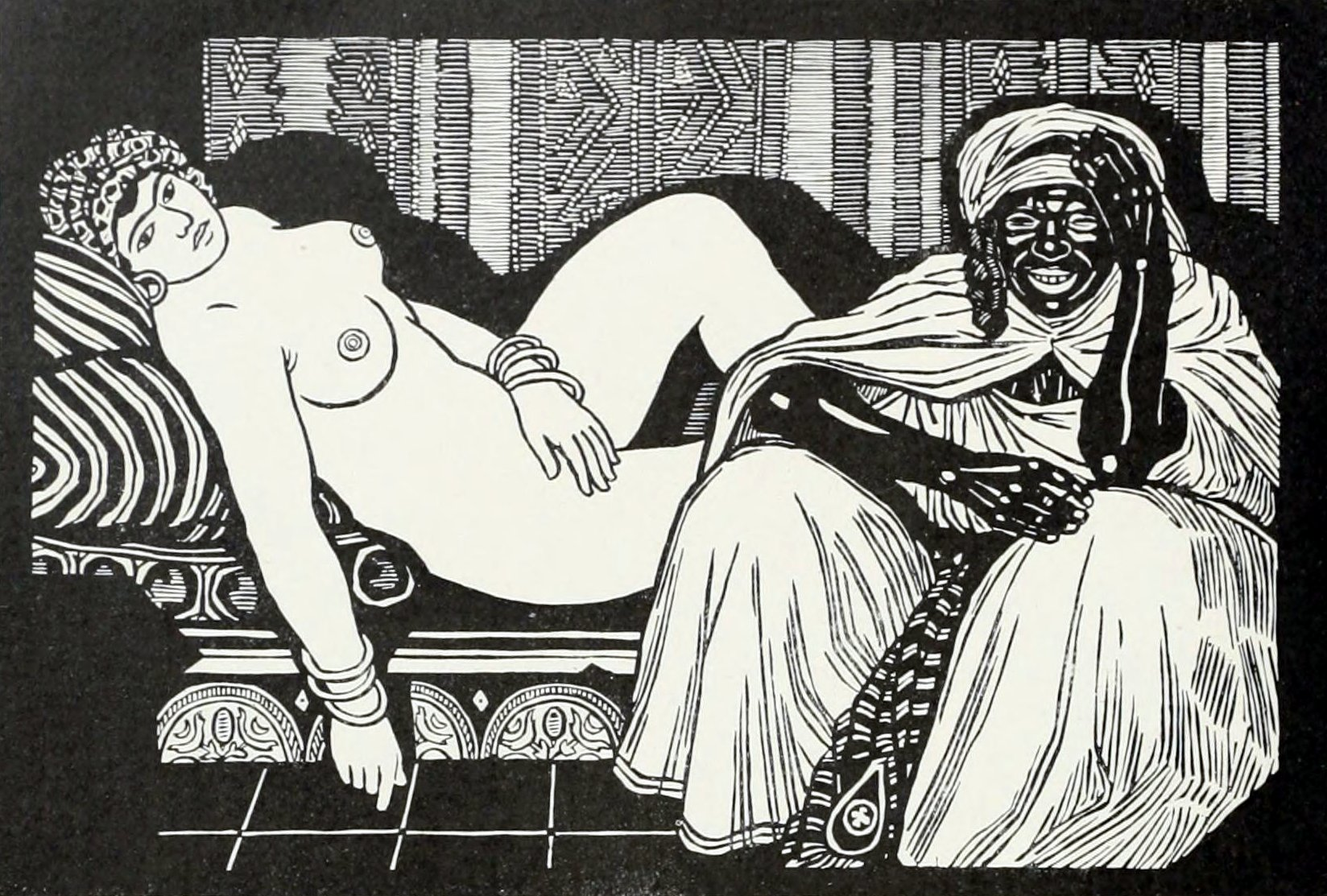
Vénus mauresque (1922), gravure sur bois.

Plusieurs de ses tableaux sont conservés dans les musées d'Alger, au musée municipal de Bourg-en-Bresse et au musée national d'Art moderne à Paris. 
Jules Migonney a fourni plusieurs modèles à l'École nationale d'art décoratif d'Aubusson. Lors de l'Exposition internationale des Arts décoratifs et industriels modernes de 1925 à Paris, l'ENAD d'Aubusson présente sur son stand au Grand Palais, un écran de cheminée avec une baigneuse, tapisserie d'Aubusson tissée en 1923 et montée sur un bois de l'ébéniste Fernand Nathan.
Ses bois gravés s'inscrivent dans la lignée de ceux de Félix Vallotton.